# ABSA Centre
 (août 2020).
L'ABSA Centre est un gratte-ciel du Cap en Afrique du Sud.

## Histoire
Entrepris par le groupe Murray & Roberts, les travaux de construction du gratte-ciel s'achèvent en 1970. Le complexe était alors un hôtel avant d'être acheté et transformé dans un bâtiment de bureaux par le prédécesseur du groupe bancaire ABSA.

## Description
Avec 117 mètres de hauteur et 34 niveaux, l'ABSA Centre est le cinquième bâtiment le plus haut du Cap.